# Life Is Good (chanson)
Pour les articles homonymes, voir Life Is Good (homonymie).
Singles par Future
Last Name
(2019) Dead Man Walking
(2020)
Singles par Drake
Loyal
(2019) Oprah's Bank Account
(2020)
Life Is Good est une chanson du rappeur américain Future et du rappeur canadien Drake sortie le 10 janvier 2020 en tant que troisième single de l'album de Future High Off Life.

## Contexte
Fin décembre 2019, Future et Drake ont été aperçus à Atlanta, en Géorgie, en train de filmer un clip dans un restaurant McDonald's, laissant penser que les deux avaient une future collaboration. Le tournage comprenait des artistes tels que 21 Savage, Mike Will Made-It, Lil Yachty et Big Bank. Le mot de la vidéo s'est répandu lorsque la personnalité médiatique DJ Akademiks a posté l'appel de casting pour la vidéo. Future avait précédemment publié un extrait de ce sur quoi le duo travaillait dans son histoire Instagram.
La chanson et le clip, réalisés par Julien Christian Lutz, sont sortis le 10 janvier à minuit. Le clip montre Future et Drake comme des hommes occupant des emplois ordinaires, notamment des employés de la restauration rapide, des mécaniciens, des informaticiens, des employés Apple Store hors marque, des ordures. hommes, chefs, rappeurs en herbe et assistants réalisateurs. En avril 2021, le clip a cumulé 1,8 milliard de vues sur YouTube ce qui en fait la vidéo la plus visionnée de Future et de Drake,,,.
Le clip a été écrit par Future, Drake, Tha Aristocrats et Mathias Liyew et ses producteurs D. Hill et OZ.
En septembre 2020, le clip vidéo atteint le milliard de visionnages sur YouTube.

## Remix
Le 15 février 2020, une remix sort avec les deux rappeurs américains Lil Baby et DaBaby, la remix a intégré l'album de Future High Off Life en tant que vingt-et-unième piste.

## Classements
| Chart (2020)                           | Meilleure position |
| -------------------------------------- | ------------------ |
| Australie (ARIA)                       | 11                 |
| Autriche (Ö3 Austria Top 40)           | 8                  |
| Belgique (Flandre Ultratop 50 Singles) | 45                 |
| Belgique (Wallonie Ultratip 50)        | 4                  |
| Canada (Hot 100)                       | 3                  |
| Tchéquie (IFPI Singles Digitál)        | 24                 |
| Danemark (Tracklisten)                 | 10                 |
| Estonie (Eesti Tipp-40)                | 8                  |
| Finlande (Suomen virallinen lista)     | 14                 |
| France (SNEP)                          | 33                 |
| Allemagne (Media Control AG)           | 8                  |
| Global 200 (Billboard)                 | 39                 |
| Grèce (IFPI)                           | 13                 |
| Hongrie (Single Top 40)                | 24                 |
| Hongrie (Stream Top 40)                | 12                 |
| Islande (Plötutíðindi)                 | 14                 |
| Irlande (Irish Singles Chart)          | 5                  |
| Italie (FIMI)                          | 36                 |
| Lituanie (AGATA)                       | 7                  |
| Pays-Bas (Single Top 100)              | 19                 |
| Nouvelle-Zélande (RMNZ)                | 13                 |
| Norvège (VG-lista)                     | 9                  |
| Portugal (AFP)                         | 6                  |
| Roumanie (Airplay 100)                 | 57                 |
| Écosse (OCC)                           | 48                 |
| Singapour (RIAS)                       | 27                 |
| Slovaquie (IFPI Singles Digitál)       | 19                 |
| Espagne (PROMUSICAE)                   | 79                 |
| Suède (Sverigetopplistan)              | 23                 |
| Suisse (Schweizer Hitparade)           | 3                  |
| Royaume-Uni (UK Singles Chart)         | 3                  |
| États-Unis (Hot 100)                   | 2                  |
| États-Unis (R&B/Hip-Hop Songs)         | 2                  |
| États-Unis (Pop Airplay)               | 28                 |
| États-Unis (Rhythmic Songs)            | 1                  |
| États-Unis (Rolling Stone Top 100)     | 2                  |

| Chart (2020)            | Peak position |
| ----------------------- | ------------- |
| Nouvelle-Zélande (RMNZ) | 20            |

| Chart (2020)                         | Position |
| ------------------------------------ | -------- |
| Australie (ARIA)                     | 39       |
| Autriche (Ö3 Austria Top 40)         | 47       |
| Canada (Canadian Hot 100)            | 22       |
| Danemark (Tracklisten)               | 61       |
| France (SNEP)                        | 112      |
| Allemagne (Official German Charts)   | 79       |
| Irlande (IRMA)                       | 22       |
| Pays-Bas (Single Top 100)            | 87       |
| Nouvelle-Zélande (Recorded Music NZ) | 40       |
| Suède (Sverigetopplistan)            | 92       |
| Suisse (Schweizer Hitparade)         | 38       |
| Royaume-Uni (OCC Singles)            | 22       |
| États-Unis (Billboard Hot 100)       | 7        |
| États-Unis (Hot R&B/Hip-Hop Songs)   | 4        |
| États-Unis (Rhythmic)                | 9        |